# Erik Lindh
Pour les articles homonymes, voir Lindh.
Erik Lindh (né le 24 mai 1964 à Kungälv, Suède) est un pongiste suédois.
Il a remporté la médaille de bronze lors des Jeux olympiques de 1988. Une des caractéristiques de son jeu est la prise de balle très tôt, juste après le rebond. Il était un des partenaires de double de Jörgen Persson, et il a remporté à cinq reprises le Championnat d'Europe de tennis de table avec l'équipe de Suède et le Top 12 européen de tennis de table en 1991.